# Макларен, Уэйн
Уэйн Макларен (англ. Wayne McLaren, 12 сентября 1940, Лейк-Чарльз, Луизиана — 22 июля 1992, Ньюпорт-Бич, Калифорния) — американский каскадёр, модель, актёр и участник родео.

## Биография
Перед своим появлением в рекламе сигарет Marlboro Макларен работал каскадёром и всадником родео. В 1976 году он сделал рекламные работы для знаменитой рекламной кампании сигарет «Мальборо» в качестве Ковбоя Мальборо.
Он курил по полторы пачки в день, но после того, как в 1990 году у него развился рак лёгких, Макларен стал участником общественного движения по борьбе с курением, ссылаясь на свой 30-летний стаж курения в качестве причины своего рака. Во время деятельности Макларена по борьбе с курением, Philip Morris International отрицала, что Макларен когда-либо появлялся в рекламе «Мальборо». В ответ на это Макларен подготовил письменное показание под присягой от агентства, которое представляло его, утверждая, что ему было заплачено за работу в «Мальборо».
Незадолго до его смерти был снят телевизионный ролик, показывающий изображения его появления как ковбоя, которые сопоставляются с тем им на больничной койке; его брат, Чарльз Макларен говорил закадровым голосом о вреде курения, и отметил, что табачная промышленность способствовала «независимому образу жизни», после чего подводил неутешительный итог: «Лёжа со всеми этими трубами в тебе, как действительно Вы можете быть независимы?».
Химиотерапия и удаление одного лёгкого не помогли остановить рак, потому что болезнь рассеялась и метастазы нанесли ущерб головному мозгу. Через два года после установления диагноза, незадолго до своего 52-летия, он скончался.
Утверждается, будто за несколько минут до смерти он сказал дочери: «Я заканчиваю свою жизнь в кислородной палатке. Я говорю вам, что курение того не стоит». Одна из его дочерей является наиболее известной антитабачной активисткой в США и утверждает, что её отец не умер напрасно, так как он открыл глаза миру.
В американском фильме «Здесь курят» 2005 года фигура Лорни Луч (Сэм Эллиотт) списана с Уэйна Макларена.

## Фильмография
| Год       |    | Русское название      | Оригинальное название | Роль                           |
| --------- | -- | --------------------- | --------------------- | ------------------------------ |
| 1968      | с  | Миссия невыполнима    | Mission: Impossible   | Арти Кальвитос                 |
| 1969      | с  | Отряд «Стиляги»       | The Mod Squad         | Миллер                         |
| 1969      | ф  | Золото Калифорнии     | Paint Your Wagon      | старатель                      |
| 1971      | с  | ФБР                   | The F.B.I.            | Джей Ярборо                    |
| 1971      | тф | Кеннон                | Cannon                | Джеки / Ти Джей                |
| 1972      | ф  | —                     | The Honkers           | Эверетт                        |
| 1972      | ф  | Младший Боннер        | Junior Bonner         | безымянная роль                |
| 1972      | ф  | Поплачь по мне, Билли | Cry for Me, Billy     | солдат                         |
| 1972—1973 | с  | Кеннон                | Cannon                | Харольд Дегнан / Алекс Фаррелл |
| 1973      | с  | Дымок из ствола       | Gunsmoke              | Гомер Ракстон                  |